# Francesc Miralles i Galaup
Francesc Miralles i Galaup   (València, 6 d'abril de 1848 - Barcelona, 31 d'octubre de 1901) va ser un pintor valencià que va desenvolupar la seva activitat pictòrica fonamentalment a les ciutats de Barcelona i París. Fill primogènit, de pare valencià i mare catalana d'ascendència francesa va fer els primers estudis al col·legi Valldemia de Mataró, i es formà com a pintor al taller de Ramon Martí i Alsina, on fou condeixeble dels integrants de la primera fornada de realistes catalans del vuit-cents. Més tard, visqué molts anys a París, on popularitzà un estil refinat centrat majoritàriament en temes costumistes de la vida burgesa i de l'alta societat, especialment protagonitzats per figures femenines. Cunyat del famós farmacèutic i industrial Dr. Salvador Andreu, passà l'última època de la seva vida a Barcelona, on les seves pintures foren molt valorades pel públic habitual de la Sala Parés. A Catalunya es poden trobar exposades alguna de les seves obres, en diferents institucions públiques, entre elles el Museu Nacional (MNAC) i la Biblioteca Museu Víctor Balaguer de Vilanova i la Geltrú. També hi ha obra seva en institucions privades com el Museu Thyssen-Bornemisza de Màlaga.

## Biografia

### Orígens familiars
L'arbre genealògic de Francesc Miralles i Galaup, pot resseguir-se, per la branca materna francesa, fins a la segona meitat del segle xviii -es conserven, inclòs, miniatures i retrats de més membres pertanyents a ella-. El més antic de qui se sap és Jean Baptiste de Moly, que es va casar amb Marianne Raymond, nascuda a París. Fruit d'aquest matrimoni va néixer un fill, Jean Baptiste de Moly i Raymond, el 28 de juliol de 1774 a Montpeller –on sembla, que va tindre arrelament la família-, al qual va apadrinar un famós botànic francès, Gouan, que va ser professor de la seva especialitat en una universitat i que estava casat amb una tia paterna d'aquell, Marianne de Moly. La família era «royaliste», i Jean Baptiste, després del triomf de la Revolució, va optar per emigrar a Espanya, establint-se a Barcelona, on apareix domiciliat l'any 1796 i on tres anys després, a la parròquia de Sant Miquel Arcàngel, va contreure matrimoni amb una catalana, Maria Rosés i Baliu. En començar la invasió francesa, Jean Baptiste va haver de romandre ocult durant prop de dos anys a Girona, per a sostreure's a la persecució de les tropes napoleòniques. Posteriorment però, va haver de tornar a França, encara que per curt temps, ja que el 17 de setembre de 1814 es va expedir a Montpeller un passaport al seu nom perquè pogués traslladar-se a Barcelona amb la seva esposa i els seus quatre fills. Un d'aquests va ser Maria de Moly i Rosés (1804-1886), que es va casar a Barcelona amb Domingo de Galaup i Dordal. Entre els divuit fills que van néixer d'aquest matrimoni figurava Maria Galaup i Moly, de l'enllaç del qual amb Joan Antoni Miralles van néixer deu fills, dues femelles i vuit homes. Diversos fills van morir amb poca edat i el primogènit d'aquests va ser el cèlebre pintor: Francesc Miralles i Galaup.
Pel que fa a la branca paterna, d'aquesta no es posseeixen dades anteriors a Joan Antoni Miralles i Huguet, del qual s'ha afirmat que era un valencià, descendent de l'antiga noblesa dels Miralles que van acompanyar En Jaume el Conqueridor, i que van ser ennoblits per aquest –pintant per armes un escut d'atzur i un mirall quadrat, en lloc del circular sobre camp de plata dels Miralles catalans- en premi a l'ajuda que els van prestar en la «conquesta de València, i particularment en el lloc de Sueca» segons el Vescomte de Güell. Però aquest extrem no es troba plenament comprovat i existeixen fundades sospites que el pare de Miralles fou català. El que va ocórrer va ser que, tant ell com un germà seu, Domingo, van tenir importants negocis a la regió valenciana. Joan Antoni, concretament posseïa una fàbrica a Sogorb que era coneguda pel nom de «La Mona»-, motiu pel qual va tenir una casa a València, la casa on van néixer els seus tres fills majors: el mateix Francesc; Mariquita, a la qual van retratar tocant ella l'arpa, el seu germà i Ramon Martí i Alsina; i Josep, que va morir a causa d'una tuberculosi a París al voltant dels trenta anys. Pel que fa a Domingo, els seus negocis van ser de major amplitud, doncs va tenir, entre d'altres, l'explotació d'una mina de plata en Águilas (Múrcia), una flota de tres velers per a les seves exportacions a l'Amèrica central, i grans extensions de vinya a Aragó. Mitjançant la producció d'aquesta vinya va acreditar una important marca de vins pròpia.

### Naixement, Infantesa i joventut: València i Barcelona

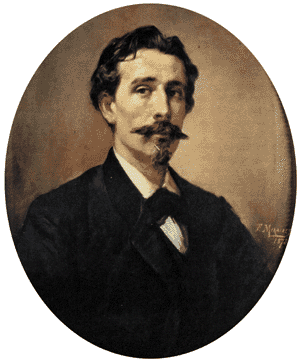
Francisco de Paula Rojas (1873)

Francesc Miralles i Galaup va néixer a València el 6 d'abril de l'any 1848, i al cap de pocs anys quan Francesc encara era un nen de quatre o cinc anys, és a dir, entre els anys 1852-1853, la família es va traslladar a Barcelona on aquesta gaudia d'una molt bona posició econòmica i d'excel·lents relacions d'amistats amb membres de les classes altes: de vella o de nova nissaga, amb alguns dels quals es produirien enllaços de parents seus, o bé i sobretot amb els pertanyents al món de les finances, fins i tot, després de la liquidació de la seva fàbrica a Sogorb. Ja a Catalunya el pintor va ser enviat per a la seva educació al Col·legi Valldemia de Mataró, dels germans maristes, que en aquella època, segons va escriure el vescomte Güell era el col·legi «el més distingit de Catalunya i crec que també de tot Espanya». En suport d'aquesta apreciació, aquest autor esmenta el fet que en aquella rebatejada institució docent, la duquessa Angela de Medinaceli va enviar els seus dos fills, el Duc de Cardona i el Duc de Lerma, i que el pare del vescomte Güell, l'industrial i mecenes barceloní Eusebi Güell i Bacigalupi, va coincidir amb Miralles amb qui va tindre una gran amistat, encara que no van ser condeixebles, ja que el futur comte de Güell i protector de Gaudi era dos anys major que ell. Per tant, en aquest centre educatiu assistien els fills de les principals famílies catalanes que després ocuparien una situació en la societat barcelonina, amb molts dels quals va travar amistat Miralles, amistat afectiva i sentimental que els seus bons dots personals es van encarregar d'enfortir al llarg dels anys fins a la seva mort.
| «                 | «El meu pare, que va estar diversos anys en aquest Col·legi, va coincidir amb Francesc Miralles i l'amistat sincera i espontània que els va unir en la seva joventut va perdurar durant tota la seva vida. Es natural que així fos donada la manera de ser del meu pare, que sempre es va sentir atret per la bondat i la modèstia, que eren les dues qualitats més rellevants del seu amic i futur gran artista» | » |
| — Junyer de Güell | |   |

Poc més que les primeres lletres va cursar Francesc Miralles en aquest col·legi, ja que la vocació pictòrica el va rondar-li de seguida, ja que en aquests primers anys de col·legial li temptava, més que l'estudi, gargotejar dibuixos i pintar en els seus quaderns i llibres escolars. En realitat, encara que foscament, va sentir aquesta vocació, com en la majoria d'artistes passa, des de molt jovenet, encara que tot això no vol dir que fos poc aplicat en els estudis. Francesc Miralles pel que posteriorment es traslluirà del seu caràcter era un nen submís, assossegat, no excessivament amic d'entremaliadures i, per descomptat, amb gran afecte cap als seus pares, als qui de manera alguna manera contrariava. D'aquest afecte i de la seva aplicació, especialment en el domini de l'escriptura que, per artista en potencia i pel pàbul que l'arabesc del traç donés a la seva imaginació, es conserva el testimoniatge d'un «Primer assaig de Cal·ligrafia que va dedicar als seus amats Ss. Pares», i que el «seu obedient» fill signa en 1862. Aquesta contrarietat amb els seus progenitors va sortir a llum, no gaire després d'aquest any o en el transcurs del mateix després d'acabar els seus estudis, quan el seu pare, Joan Antoni Miralles, va voler iniciar ardentment al seu fill en el negoci familiar per prosseguir-ho després pel seu compte, quan Déu tingués a bé disposar de la seva vida. Però tot va ser inútil perquè ell no pensava només a dibuixar i pintar, obeint a aquesta irrevocable vocació artística i persistint a durant tota la seva vida a aquesta actitud de renúncia a tot interès material. Les característiques principals dels seus sentiments personals van ser: el desinterès pels diners i la seva extremada modèstia. Finalment, davant la resistència oposada pel noi, veient el seu pare que en el despatx no feia una altra cosa que empastifar de dibuixos papers i llibres, va accedir trencades les seves il·lusions a sotmetre's a la indoblegable vocació filial, aprendre a pintar. I així va ser que sortint-se, per fi, amb la seva Francesc Miralles va ingressar cap a l'any 1862-63 al «taller», segons la denominació habitual barcelonina, del pintor realista català Ramon Martí i Alsina on durant alguns anys Miralles va rebre les primeres lliçons d'aquest pintor que gaudia a Catalunya del màxim prestigi.

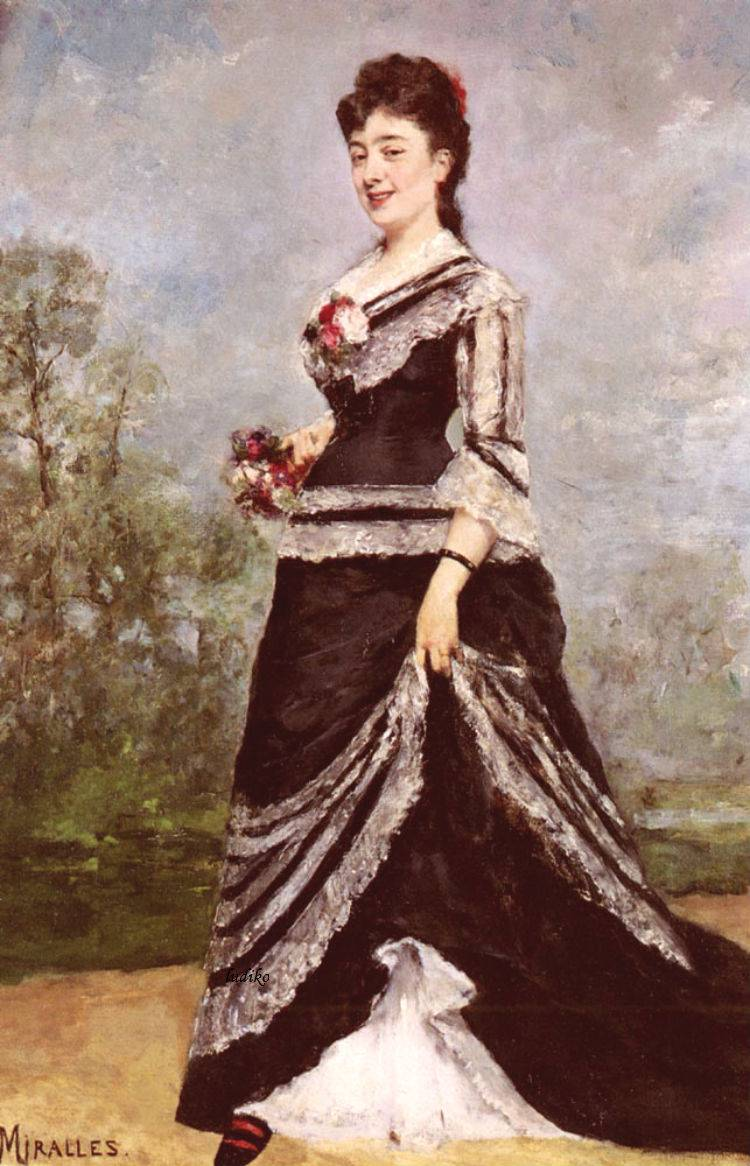
El ram (sense data)

Aquesta elecció del mestre va ser una mica sorprenent, ja que, per la Barcelona d'aquella època hi havia altres artistes de millor «to». Segons el pintor Joan Brull i Vinyoles, en els primers anys de la segona meitat de la passada centúria els aficionats barcelonesos a l'art estaven dividits en dos bàndols: un d'ells simpatitzava amb Martí i Alsina, i l'altre amb el pintor català i professor de Belles Arts, Josep Serra i Porsón. Aquest, nascut a Roma l'any 1824, en la seva joventut havia conegut a Jean-Louis-Ernest Meissonier a París, i encara que era seguidor d'ell en la seva estètica objectivista –que s'oposava a la idealitzada que va predominar entre els oberveckians de la generació anterior-, no deixava de ser un romàntic, ja a aquelles alçades una mica antiquat. Per l'altra banda, Martí i Alsina, una mica més jove que ell -havia nascut l'any 1826-, brindava la novetat, sempre més seductora als ulls juvenils, de la seva plena adhesió al naturalisme, que havia begut a París al costat de Gustave Courbet que era el cap d'aquella escola. Era Martí i Alsina, d'altra banda, pintor de talent indubtable, doncs quan no gaire després d'haver freqüentat Miralles el seu estudi, va fer recompte de què havia fet ell fins llavors, i segons notes que va deixar manuscrites, havia pintat no menys de 4.000 quadres i traçat uns 12.000 dibuixos. Tenia doncs, tots els trets de capacitat innovadora, decisió i impetuositat artística capaç de relacionar-lo amb el més inquiet de les noves promocions. Per tant, aquesta sorpresa en l'elecció del mestre, avui en dia, desapareix de tot quan es té en compte el seu instint de pintor.
L'ambient dels anys en què es va moure l'aprenentatge d'un jove Francesc Miralles junt amb Ramon Martí i Alsina, va ser un ambient que llavors cobrava inusitada vitalitat en tots els aspectes, amb els popularíssims cors de Clavé i les pugnes de liceistes i creuats en música, l'apogeu dels Jocs Florals en literatura i, en les arts plàstiques, una efervescència desconeguda anteriorment, així com un creixent interès públic per les obres dels seus cultivadors, per tant, el seu aprenentatge es va produir en un ambient prou propici perquè, donat el medi familiar que procedia, fos possible la seva dedicació a la pintura. Ell, per la seva part, es va sentir bé identificat amb aquest ambient, encara que per la seva consideració social, i donada l'època, sempre hi va haver certa distància entre ell i els seus companys. De tota manera, hi ha indicis que va tenir amistat amb algun d'ells com va ser amb Simó Gómez i Polo, Modest Urgell i Inglada i Torrescassana, amb els quals, i tot i que eren de major edat que ell, degué coincidir en l'estudi del mestre Martí i Alsina. El fet que tant Simó Gómez i Polo com Miralles retratessin el pianista Carles Vidiella, el primer a Barcelona i el segon a París, ens porta a pensar que hi va haver un contacte amistós entre els dos primers. També argumenta en aquest sentit el fet que Enric Gómez, qui tan important paper va exercir en vida i la carrera del seu germà, quan posteriorment va iniciar un negoci d'exportació de quadres a Sud-americà, entre les primeres firmes amb les quals va comptar va figurar la de Miralles. Que aquest va ser amic de Modest Urgell, encara que entre ells hi havia una diferència de nou anys, ho comprova el retrat que el primer li va pintar al segon l'any 1868 a París. I, per manera anàloga, el retrat que Miralles pintaria d'una filla de Torrescassana, Edita, indueix a creure que es va mantenir viva, amb el transcurs dels anys, l'amistat que van contreure en l'estudi del seu comú mestre.
Poc és el que es conserva del que Francesc Miralles va pintar durant els seus anys d'aprenentatge al taller de Ramon Martí i Alsina. Però en aquest poc, que no arriba a una dotzena de quadres, es veu que ràpidament va aprendre l'art de pintar sobretot en el tractament de les figures. El paisatge, gènere en què el va sobresortir el seu mestre, a ell li va interessar poc, i un dels pocs exemples de l'obra juvenil que coneixem de Miralles, i a partir d'una fotografia, van ser figures d'unes pescadores en primer terme les que bé s'adverteix que per a ell van constituir el veritable tema, al com es va aplicar de manera preferent. En resum, al costat de Ramon Martí i Alsina, Francesc Miralles es va formar ràpidament i profitosament.

### Etapa adulta o de maduresa: París

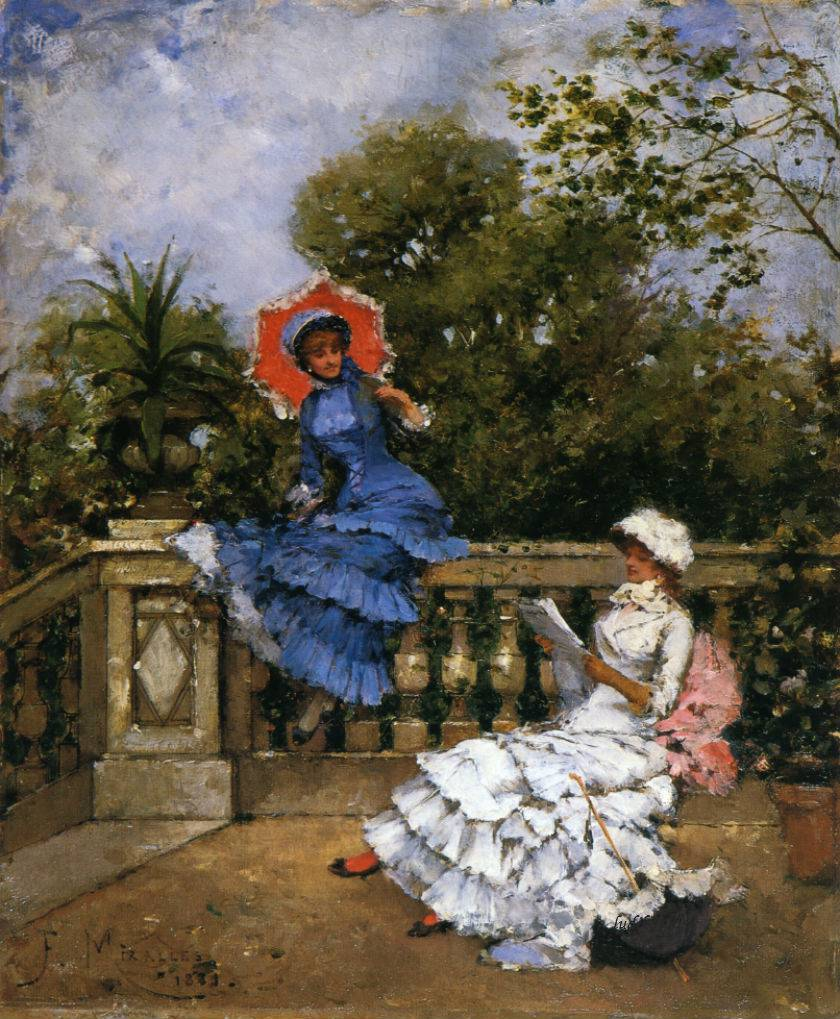
Dues dames conversant en una terrassa (c. 1881)

Francesc Miralles, ja a l'edat dels disset o divuit anys, va obtenir el permís paternal i la corresponent assignació d'un socors pecuniari per a traslladar-se a París, on va instal·lar el seu taller en el número 75 del Boulevard Clichy, -segons Santos Torroella, encara que el seu biògraf el vescomte de Güell sosté que vivia al número 66 - en ple cor de l'atractiu barri bohemi de Montmartre, i a dues passes del Moulin de la Galette i de la Place Blanche. Allà, i a partir d'aquests anys 1865-66, va passar bona part de la seva edat adulta fins al seu retorn definitiu a Barcelona l'any 1893, tenint una vida laboriosa i satisfeta, lliure i despreocupada, i d'una esplendidesa i generositat enorme cap a tots els seus amics primer, i més continguda i travada després, però quasi sempre plena de glòries i satisfaccions.

Amb la seva manera de ser sentimental i la seva inclinació a la família, que l'adorava pel seu bon caràcter i altruisme, es comprèn quan forta seria la seva vocació d'artista i la seva il·lusió per consagrar-se per complet en l'art, que el va determinar a anar-se'n a París, allunyant-se així d'aquells als qui ell tant estimava. Els seus pares sempre van creure que mai seria un home de profit en el sentit material de la vida, i sí un idealista que necessitaria comptar amb el suport de la família sempre. Per aquest motiu la família li remetia periòdicament a la capital francesa, les quantitats que consideraven necessàries per atendre a les seves despeses; però, en contra del que suposaven els seus familiars, Francesc Miralles es va guanyar la vida des dels seus primers passos en l'ambient artístic de París, ciutat en la qual va tenir no una vida fastuosa, però sí, vi viure alegrement. Com ha passat i passarà sempre, Miralles va ser absorbit des d'un principi per l'embriagadora vida d'aquell París dels primers lustres de la Tercera República Francesa, romanent en aquest ambient tan suggestiu al voltant de trenta anys, venint a Barcelona esporàdicament només per uns dies per visitar a la família i els seus amics, ja que, sempre va ser un home afectuós i poc variable en els seus afectes. En aquests primers anys Miralles podria haver sigut deixeble dels tallers de Paul Césaire Gairto (1811-1883) entre 1866 i 1867 i d'Alexandre Cabanel entre 1867 i 1868, encara que només existeix la dada –catàleg del Saló de París del 1878- del que va ser el pintor hongarès Mihaly Von Zithy (1827-1906). Per altra banda, possiblement també va ingressar en tallers de professors de l'Escola Imperial amb l'objecte de poder accedir, amb major seguretat d'èxit, a la selectivitat d'ingrés d'aquesta escola. És conegut que Miralles va copiar les composicions dels grans mestres del moment al Museu del Louvre i, també va conèixer les obres que es trobaven exposades en el Museu de Luxemburg.

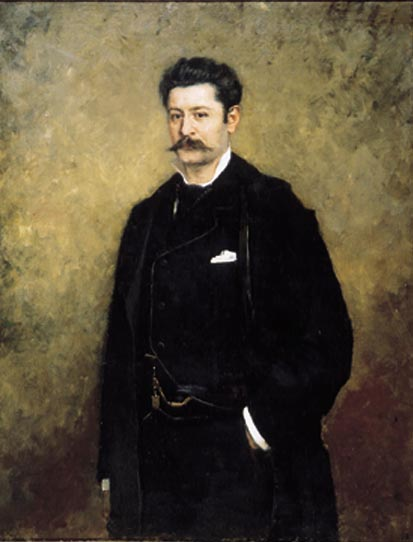
Retrat de Francesc Aurigemma i Triay (c.1880-1882)

Sembla que Miralles va tindre a París diversos tallers ubicats en el barri de Montmartre i després en la Rue Lafitte on és possible que treballés en companyia d'Arturo Candela, un estudi que va ser centre dels compatriotes catalans. Més tard després de la guerra francoprussiana l'any 1872, va posar el seu estudi a prop d'on residien Sarah Bernhardt, Léon Bonnat i Enric Mélida, marit d'una filla de Bonnat. Allà el pintor valencià freqüentava la Sala de festes El Alcázar, lloc en el qual acudien des de l'aristocràcia "amateur" d'art, passant per la princesa Mathilde Bonaparte, fins al literat Alexandre Dumas (fill), i també els pintors amb més nom en aquells moments com eren Leon Gêrome o Ernest Meissonier, els considerats excèntrics com l'impressionista Edgar Degas o marxants com els cèlebres Adolphe Goupil i Durand-Ruel. Un altre dels llocs que acostumava a freqüentar va ser la sala de concerts Pleyel, on excel·lents concertistes es van fer amics seus: Ramiro de la Puente, marqués de Vil·la Alta; Mario Calado o Elisa del Rey; el Teatre dels Italians; la Comèdia Francesa i el Teatre de l'Òpera, i possiblement també Le Chat Noir, el Moulin Rouge, fundat per Josep Oller i Roca, i els famosos balls de carnaval de Les Folies Bergère.
Per altra banda, a París Miralles es va trobar sempre envoltat d'artistes, ja que, rebia amb freqüència en el seu estudi entre molts altres a Ignacio Zuloaga Zabaleta; Ramon Casas i Carbó; Santiago Rusiñol i Prats; Enric Granados i Campiña; i Isaac Albéñiz, descobrint en ells, Miralles, el talent i brillant avenir de la seva carrera artística, ja que, pot dir-se sense cap exageració que Miralles va triomfar a París de manera absoluta tan aviat va començar a ser coneguda la seva personalitat. Caigut en un moment felicíssim, encaixant la seva pintura sense el menor esforç per la seva part en els gustos i predileccions d'un públic suficientment generós per facilitar al seu glossador els mitjans per ser-ho ell també al seu torn, no va passar molt de temps sense que pogués ser Miralles, i va ser en gran manera, protector discret i desinteressat de molts dels seus amics artistes més necessitats que ell. Va ser el seu estudi, per tant, un lloc de recer dels seus companys bohemis en alguna ocasió, i allà va trobar més d'un aquell estímul tant moral com material, tan necessaris sovint en les aclaparades èpoques de lluita per obrir-se pas en l'atenció pública que forçosament ha de passar tot artista principiant. De vegades, també va servir la borsa de diners de Miralles, de socors i auxili per a un cas de destret d'algun amic.
Encara que la seva manera de ser, modesta i poc tendent a la vanaglòria, no li va fer molt apte per a la seva captació -en aquells anys havia fet ja el famós retrat a Modest Urgell- va obtenir diferents premis i recompenses oficials en diversos països. Pel que fa a la seva pintura, aquesta va rebre avantatjoses proposicions dels millors marxants, moltes de les quals va haver de rebutjar per trobar-se ja compromès amb altres clients. Miralles va obtenir cotitzacions molt bones, les més importants van ser les aconseguides amb un esbós d'un cap femení, que va ser pagat per un marxant a cinc-cents francs d'or. Segons explica el senyor vescomte de Güell, executava l'artista els seus quadres amb tal facilitat que, en multitud d'ocasions, els pintava en uns moments mentre el comprador que anava per elles quedava esperant a l'avantsala. Les seves obres que es venien molt, tenien com a principal destinació tant a col·leccions i com compradors radicats en el mateix París -va realitzar infinitat de retrats entre la colònia argentina de la capital francesa-, com tant a compradors d'Anglaterra, dels Estats Units i de la mateixa Argentina, fet lògic, ja que, París era el centre dels americans adinerats que es deixaven subjugar en les exposicions pels seus quadres, i els d'altres artistes de l'època.

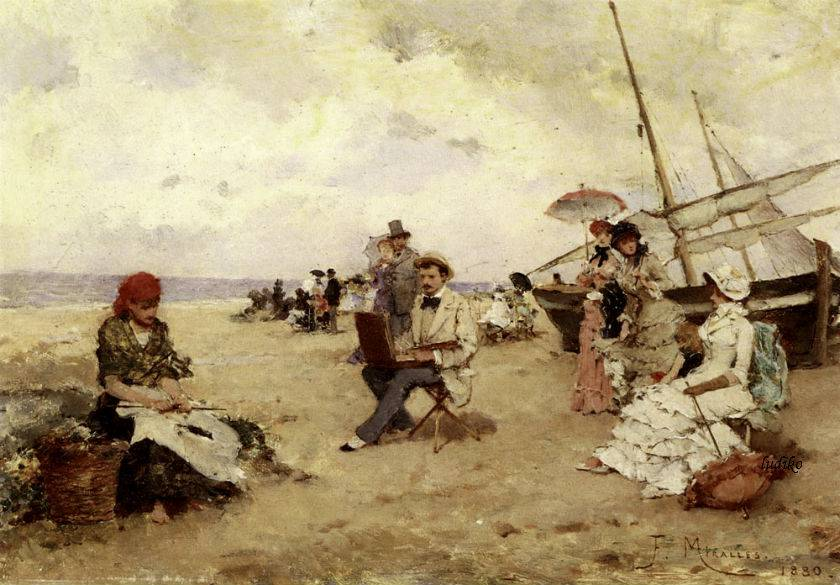
Un dia en la platja (1880)

Dins d'aquest grup de personatges interessats en l'obra del pintor dels Països Catalans, sembla que un famós venedor de quadres de Londres, Goupil, li va proposar comprar-li tota l'obra pictòrica que produís, aspirant per tant a l'exclusiva de compra, però no va poder aconseguir-la, per estar en veritable competència amb altres comerciants com Boussot i Valandon, que també aspiraven a acaparar tot el possible la producció artística de Miralles. Com a conseqüència natural d'aquesta competència, es van vendre les seves obres als més alts preus en aquestes grans capitals europees -París i Londres-, però també a l'Argentina i en aquesta colònia que tenia aquest país a la capital Francesa que el jutjava com el primer pintor retratista de la seva època, i sobretot pel que fa a la producció pictòrica del retrat femení. Entre els preciosos, atractius i elegants retrats femenins que va fer Miralles per encàrrec d'aquesta colònia argentina a París, mereixen destacar-se els de les germanes Mandeville, bellíssimes noies, que van portar els noms de senyora de Flórez i senyora de Castellanos, aquesta última amb posterioritat va ser Comtessa de Sant Félix

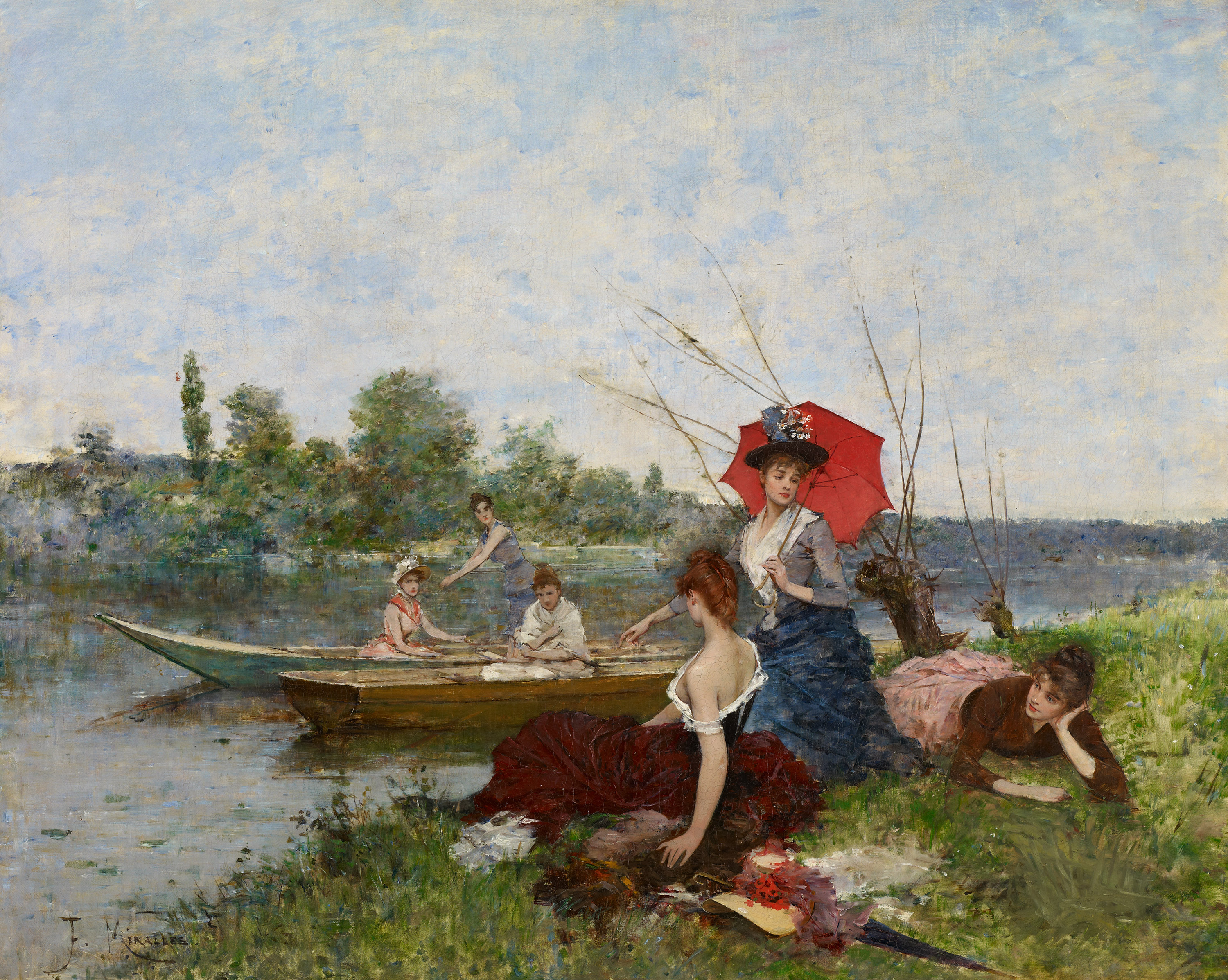
Passeig en barca (c. 1888-1890)

 Els diners afluïen abundantment en la butxaca del pintor encara que pel seu caràcter, meitat senzill i meitat reservat, no feia d'ells cap propaganda. En Barcelona, si bé es tenia notícia que es guanyava molt bé la seva vida, mai es va sospitar de la seva prosperitat fins que, arruïnat el seu pare a causa d'una desgraciada catàstrofe financera va revelar a la seva família aquells èxits. Es tractava de la crisi de l'any 1866, a la qual s'al·ludeix en el llibre «Industrials i polítics (segle xix)», de Jaume Vicens Vives i Montserrat Llorens i Serrano: «El 12 de maig de 1866 – es diu, en un paràgraf d'aquesta obra- van arruïnar-se la Catalana General de Crédit i el Crédito Mobiliario Barcelonés. El cataclisme va arrossegar la Borsa, de tal manera, que Barcelona va perdre en pocs dies la fabulosa quantitat de 55 milions de duros». Llavors, va ser cridat Francesc per la seva família perquè tornés a la Ciutat Comtal per a quedar-se -aquesta no podia seguir subvencionant la seva estada a París- i amb el propòsit que acceptés qualsevol ocupació o treball que se li presentés, ajudant així a casa seva. Però amb gran sorpresa els seus membres familiars van rebre la contestació de: «que desitjava que es traslladés tota la família a París on ell tenia ja força fama per mantenir a tots folgadament amb els seus pinzells». En un temps d'entre quatre i cinc anys després, i reduïda la família per la mort d'alguns dels germans de Francesc, va decidir finalment el pare, amb la salut ja molt transgredida vendre tot el que tenia per pagar els seus deutes i traslladar-se a París junt amb la seva família, no sense desconfiar en la promesa del seu fill, és a dir, aquella promesa que deia que tota la família podria viure a la capital francesa folgadament. Tan aviat van arribar -voltants dels anys 1870-1871-, els pares de Miralles van quedar sorpresos, en veure que realment era veritat el que el seu fill els havia dit, malgrat les dificultats per obrir-se pas en una ciutat com era París, i més sent un pintor estranger, i alhora tan jove - tenia 23 anys-. Es pot dir que en els últims anys de la vida del pare de l'artista van ser feliços gràcies al benestar que li va proporcionar el seu fill, que des de l'arribada de la seva família, mai li va permetre ocupar-se gens ni mica de les necessitats materials d'aquesta.

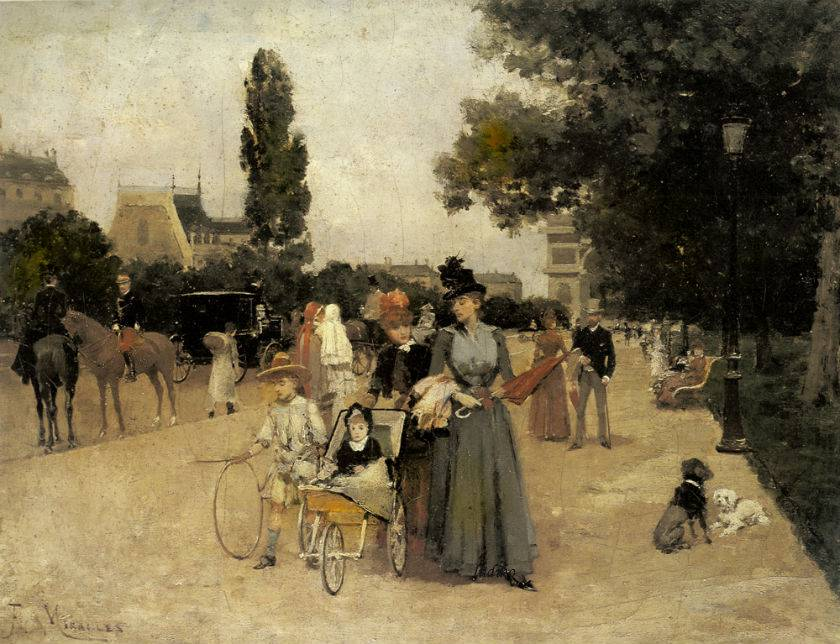
Avinguda Foch amb vistes a l'Arc del Triomf (c. 1880)

No obstant això, la incorporació de la família a la llar de l'artista va comportar notables canvis en els costums i conducta general d'aquest. La satisfacció de tenir al seu costat als seus més estimats parents, va ser pagada per ell amb l'extirpació de moltes de les seves més estimades freqüentacions, entre elles, la de la seva model preferida mademoiselle Gabrielle. Mlle Grabielle era una bellesa meridional i elegantíssima figura que havia presidit fins llavors les reunions i tertúlies de les quals era promotor, animador i amfitrió –se celebraven al seu taller- l'artista valencià. Aquesta noia, que segurament va ser el seu primer gran amor, i a la que va representar més d'una vegada, va ser durant diversos anys quasi la seva única model, tot i que va tenir d'altres. I per les mateixes raons, també va haver de patir un escrupolós garbellat el conjunt d'amistats que entraven i sortien del taller, gents de costums més estrepitoses i lliures que porugues i severes, potser massa poc exemplars per anar de costat a costat de la casa d'una família honorable i d'aquella latitud en aquelles dècades.
Allà a París, la germana de Francesc, Carmen Miralles, dona d'una bellesa extraordinària, li va servir també de prototip i li va inspirar en la realització de molts dels seus quadres. Carmen, anys més tard, es casaria amb el conegut Dr. Salvador Andreu, qui va saber amb la seva gran fortuna impulsar algunes de les empreses que van contribuir molt al desenvolupament i embelliment de la ciutat de Barcelona. Abans d'això, i tornant a la figura de la seva germana, que molt estimava ell, cal remarcar el desgrat que en ell produïa el possible tracte d'ella amb els seus amics els artistes, doncs precisament per la seva gran bellesa moltes vegades va haver d'amagar-la, davant la inoportuna visita d'algun dels seus companys de professió. Per altra banda, ella també va contribuir a canviar l'ambient bohemi del seu estudi, quan va traslladar-se juntament amb la família des de Barcelona, seleccionant els artistes que podien freqüentant casa seva, amb el fi de donar a aquesta un caràcter més respectable, propi d'una casa de família, és a dir, Miralles va decidir anteposar l'ètica davant l'estètica. Ell va seguir però ajudant els seus amics de París, i arribà a tant el seu desinterès, que quan algun d'ells passava dificultats de diners els recomanava als clients que anaven al seu taller a la recerca d'obres dient: «Vostè vol bons quadres de pintura espanyola?», doncs, vagi a casa del meu amic X que ho fa millor que jo. Perdura encara avui entre artistes de molta edat, el record de la generositat de Miralles, cap als artistes que acudien al seu estudi de Montmartre. Cal dir que en aquesta etapa a París, no va estar trenta anys seguits vivint a la capital francesa, ja que, hi ha documentada l'any 1871 una estada seva a Normandia, i altre l'any 1880 a la ciutat de Joinville. També cal apuntar que durant la seva estada a París, entre els anys 1862-1863 fins al 1893, va exposar més d'un cop alguns dels seus quadres a les exposicions del prestigiós Saló de París on les seves obres van tenir molt bona acollida, i també a diverses exposicions de la Sala Parés amb quadres que ell mateix enviava des de França.

### Última etapa: El seu retorn a Barcelona
Sumant els seus anys d'estudiant i els d'artista ja famós, Francesc Miralles va viure a París durant més de trenta anys, -entre el final del Segon Imperi al qual va posar fi la guerra francoprussiana, i poc després de la brusca però efímera commoció de la Commune, i els anys de la III República que es coneixeran amb el nom de la Belle Epòque- fins que, després de la mort del seu pare cap a l'any 1891-1892 –va ser enterrat en el cementiri del Père-Lachaise-, la mort també de l'altre fill del matrimoni que restava, el fet que la seva mare estava ja anciana i fatigada i que ell mateix es trobava molt delicat de salut a causa d'una bronquitis crònica, va tornar a la ciutat de Barcelona on els hiverns eren més suaus i on la seva germana Carmen ja residia des d'algun temps amb el seu espòs. Tot i així, s'ha dit que aquest retorn va estar motivat pel canvi de tendència del gust que fins aleshores havia forjat la seva fama, més que per aquests altres motius.

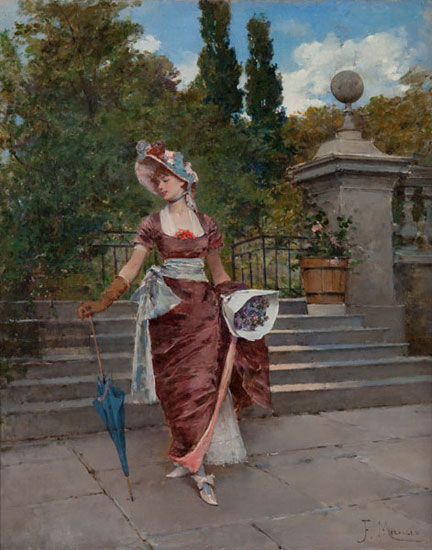
Dama al parc (1894)

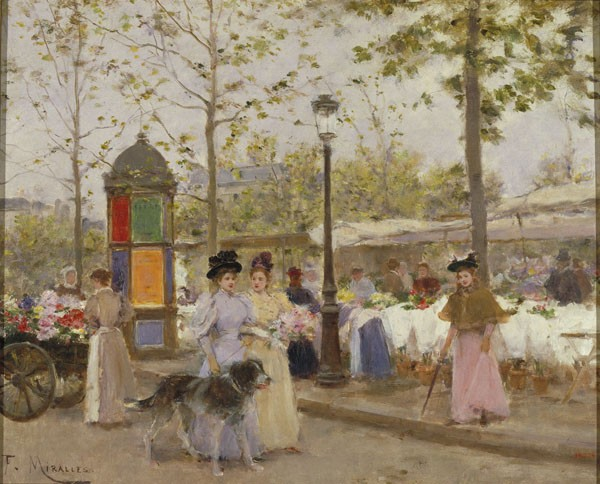
Primavera (1896)

Francesc Miralles, que llavors tenia 47 anys, va tornar, per tant, a Barcelona en plena maduresa i va romandre en aquesta ciutat per un espai de 8 anys fins a la seva mort. L'artista va tornar a la Ciutat Comtal l'any 1893 perquè hi ha constància d'això en una nota publicada a la secció de Miscel·lània de La Ilustración Artística en el número corresponent al 31 de juliol de l'any 1893, on se citava Miralles com «acabat d'arribar de París». I que aquesta no es tractava d'una més de les seves visites a la ciutat Barcelonina ho confirma el fet que en el catàleg de la Segona Exposició General de Belles Arts barcelonesa, celebrada l'any 1894, el pintor ja hi consta domiciliat al carrer de Rosselló núm. 177, que llavors pertanyia a la vila de Gràcia.
A Barcelona on el seu art era tingut en gran estima i on feia temps que figurava com un dels més destacats pintors “catalans” del moment entre els habituals expositors de la Sala Parés –aquesta va ser la seva etapa més brillant-, Miralles, que comptava amb molt bons amics de joventut, com eren donya Amèlia Vilanova viuda de Girona i els seus fills Ignasi i Joan; el comte de Güell, Leandro Jover i germanes; Estrada, Treserra, Tusquets, Castellflorite, etc. es va dedicar a pintar escenes marines i escenes de la bona societat, però sobretot es va dedicar a la vida íntima d'amics i familiars. Entre aquelles amistats va ser molt especial la que mantenia amb els esposos Amèlia, i Ignasi Girona i Agrafell, matrimoni a qui a ell i a la seva mare li van prodigar més d'una vegada càlides sol·licituds en les seves cases de Plaça de Catalunya, i Sarrià.
Miralles es va veure, a més, envoltat a Barcelona d'una petita cort de deixebles entre els quals van figurar: Josep Víctor Solà i Andreu, discret paisatgista que era fill de Dolors Andreu i Grau, germana del cunyat del pintor, el Dr. Salvador Andreu; la pintora Visitación Ubach i Osés, que es va especialitzar en quadres de flors i altres temes afins al seu mestre; la filla del primer comte de Güell, Maria Lluïsa Güell, que va sobresortir en l'aquarel·la i va exposar en dºiverses ocasions a Barcelona; Josefina Julià, filla dels marquesos de Julià, que va posar algunes vegades per a Miralles i que, a part d'obres pròpies realitzades sobre la pauta de temes del seu mestre, va executar còpies d'altres d'aquest; i el compositor Enric Granados i Campiña, qui, íntim del Dr. Salvador Andreu, freqüentava molt la seva casa, tant a Barcelona com a Puigcerdà.
Tot i la seva estada a Barcelona, Miralles va continuar enviant les seves obres al Saló de París durant alguns anys després del seu retorn, tot i que els gustos del públic “parisien” -excitats per altres sol·licitacions- van anar evolucionant cap a idees en contínua renovació que s'allunyaven de les concepcions que havien portat al pintor català a l'èxit. De mentre, el seu cunyat, el doctor Salvador Andreu, va sol·licitar el seu concurs per decorar el saló de música que havia de ser peça capital de la «torre» que s'acabava de fer construir en el Passeig de Sant Gervasi i per a la qual el primer que va pintar Miralles va ser el gran «tondo» central del sostre, sobre el tema de la Simfonia núm. 6 (Beethoven), obra que el pintor va firmar i va datar en aquell mateix any 1893.
Durant aquells últims anys a la Ciutat Comtal, però, no va decréixer la seva activitat pictòrica, fins i tot més d'una vegada el pintor es va veure fatigat a causa dels nombrosos encàrrecs que tenia, una fatiga que el va portar a repetir temes o por menors aïllats en nombroses obres de les quals llavors va produir, particularment en aquelles que, per ser de temes parisencs –considerats els més representatius d'ell- van haver de sol·licitar-li persones amigues pertanyents a la bona societat barcelonesa.
Aquests temes –un exemple és el llenç Primavera, que va ser adquirit per l'Ajuntament de Barcelona a l'Exposició de Belles Arts i Indústries Artístiques de 1896- els va anar alternant amb altres, unes vegades dins de la ingènua moral socialitzant que s'havia obert pas en l'època, i altres d'ambient portuari i de les platges i el moll de pescadors barcelonins, on va tornar a trobar els tipus i les gallardes figures femenines que ja en els seus primers anys, quan treballava juntament amb Ramon Martí i Alsina, l'havien atret. Alguns dels seus quadres millors d'aquells anys pertanyen a aquest últim grup, són retrats en què reapareix la seva finor i fondària pictòrica dels seus millors moments.
En aquesta última etapa de la seva vida, però, Francesc Miralles va passar pel gran dolor de perdre a la seva mare, aquest dramàtic fet va comportar que la seva exquisida sensibilitat i el seu misticisme li impulsessin a prendre la determinació de fer-se frare, encara que finalment, i amb molt esforç la seva germana va aconseguir fer-li desistir en aquesta idea. En faltar-li la seva mare se sentia molt abatut i sol en el pis del carrer Rosselló on havien viscut junts, tant que la seva salut va decaure. Preocupat per ell i pel seu aïllament, el doctor Salvador Andreu li va cedir cap a l'any 1898 una de les petites «torres» que havia fet construir en el carrer de Folgueroles tocant a la seva casa del Passeig de Sant Gervasi, allà va passar Miralles els seus últims dies amb el seu gat Millet, encara que de tant en tant alguna nit es reunia amb la seva germana Carmen i amb els fills d'aquesta, als quals entretenia contant-los-hi contes mentre sopaven, fins que finalment, el 30 d'octubre de 1901, el van trobar mort causa d'un atac de cor en el seu estudi davant el cavallet del seu últim quadre Amazones i genets que va quedar interromput. Abans de morir, però va tindre encara temps d'exposar les seves meravelloses obres a la Sala Rovira entre el 1899 i l'any 1901.

## L'Obra

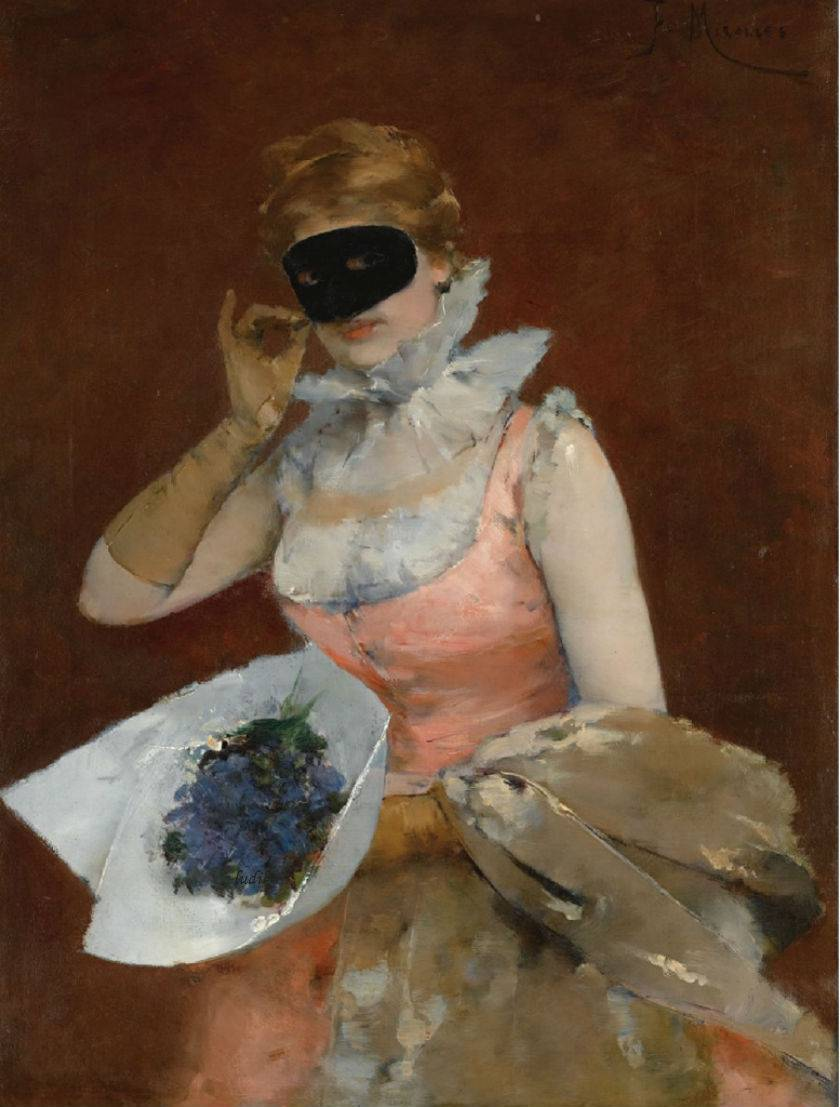
Dama amb màscara (sense data)

L'estudi de l'obra pictòrica de Francesc Miralles, que pertany a un estil tan propi que no pot inserir-se en cap escola determinada, s'ha de dividir en diverses etapes, tot i que, el pas d'una a altre no es va produir amb brusquedat, i inclòs ocorre que alguns trets d'una època primerenca reapareixen en una altra posterior. Hi ha una primera etapa a Barcelona en què s'acusa, com no pot ser menys, l'influx de Ramon Martí i Alsina, de la formació de la qual li romandria per a sempre un rigor en la definició de les formes que, encara que soterrat, subsisteix en les seves obres més delicades i evanescents. Dels seus incipients passos al costat de Martí i Alsina, entre els anys 1862-1863 i els anys 1865-1866, procedí la seva enamorada adhesió al dibuix precís i el seu gust per l'ofici, tot i ser, tan diferents entre si el de tots dos. A l'aprenentatge al costat del mestre barceloní se sumaria, el que va poder assimilar del realisme courbetià en els seus primers anys de París. Aquella orientació, no obstant això, va tenir com a conseqüència alliberar-li d'un corrent pictòric molt ric encara a França, quan ell era jove, i en ple auge a Espanya: el quadre d'història.
Tal com explica el seu biògraf, Junyer de Güell, aquestes obres més jovenívoles no mostren l'autèntic Miralles, ja que, en aquestes tota la personalitat que l'artista pogués tenir queda totalment oculta sota la confusió d'aquell escolasticisme barcelonès, tan propi per posar en les mans dels seus deixebles tots els recursos d'una prolixa tècnica, però tan adequada també per a ofegar qualsevol sortida de personalitat sota la seva laboriosa escorça de convencional correcció que, si amb freqüència era freda i insensible, també amb freqüència ni correcció era. D'aquestes pintures de primeríssima joventut, només podem extreure el valor iconogràfic o documental, i del talent de Miralles només podem recollir en aquestes característiques mencionades i el seu esperit de submissió natural i la seva excel·lent adaptació a les ensenyances.

Miralles, que no era un geni amb grans ànsies de reivindicació espiritual o artística, és un dels pocs pintors d'aquella època que en cap instant es va sentir temptat pel gènere històric, un fet que no significa necessàriament que se l'hagi d'incloure entre els pintors «pompiers». Aquest terme va aparèixer l'any 1888 com definició als pintors que tractaven de manera habitual temes artificiosos i emfàtics. Una denominació que va tenir en el seu origen el propòsit de ridiculitzar el quadre d'història, especialment al referit a composicions o escenes neoclàssiques formades bàsicament per la representació de personatges de l'antiguitat clàssica, els cascos i morrions dels quals es van interpretar irònicament com a casc de bomber. Posteriorment la denominació es va ampliar a qualsevol quadre d'història i a les «grandes machines», de l'índole que fossin, que s'exhibien en el Saló francès. En definitiva Miralles no va pintar mai –cosa rara en el seu temps, com s'ha dit- un quadre d'història, com tampoc cap «grande machine» de les que, després, caigut en descrèdit aquell tipus de quadre va ser costum enviar al Saló, amb escenes de nus més o menys opulents, pomposos, deliqüescents o simulant fantasiades escenes. Gustave Courbet, en reacció a tot allò, havia predicat una pintura que reflectia la mateixa època en què vivia («estic desitjant que algú es decideixi a pintar a monsieur són père»), sense idealismes ni evocacions passades de moda. I Miralles, recollint el missatge del «antipompierisme» coubertià, no va fer altra cosa que plasmar el món que tenia al seu entorn. Per aquest motiu va destacar especialment en el retrat i en les escenes costumistes, és a dir, escenes que són el reflex del París o la Barcelona -de la seva època- que més el van seduir. Per tant, el que aquestes escenes estiguessin especialment relacionades amb les modes de la seva època no implicava en mode algú una tessitura «pompier».

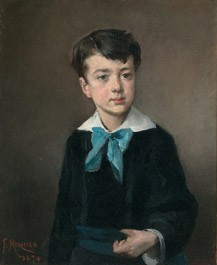
Retrat d'un nen (1874)

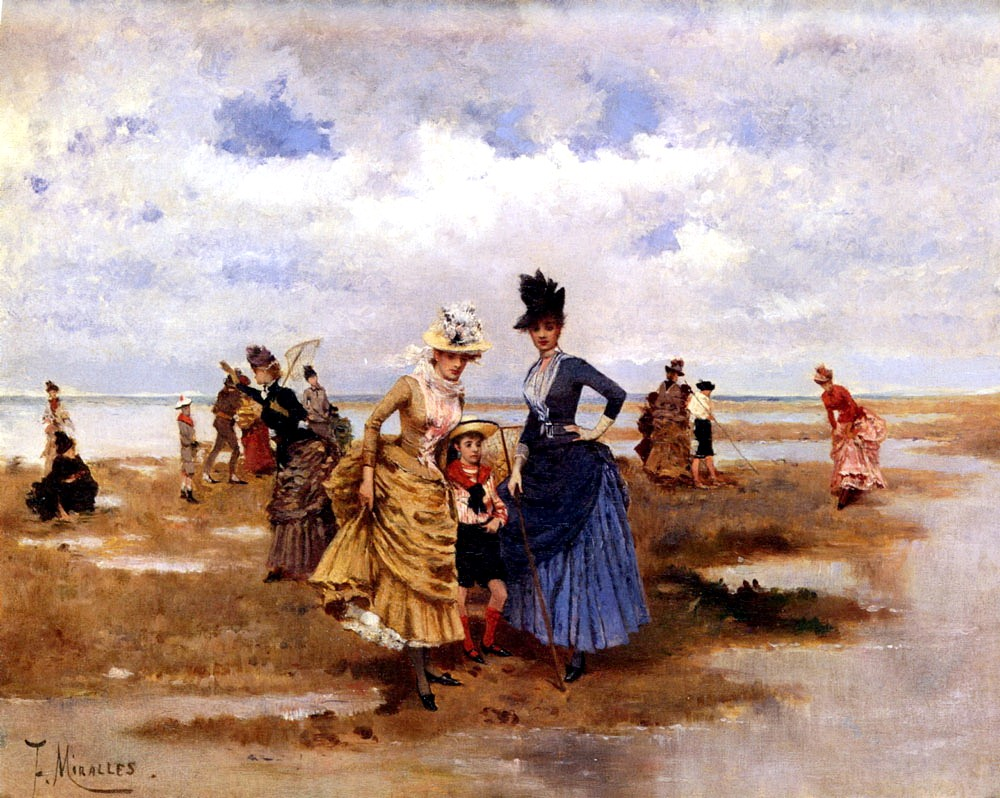
En la platja (c. 1880)

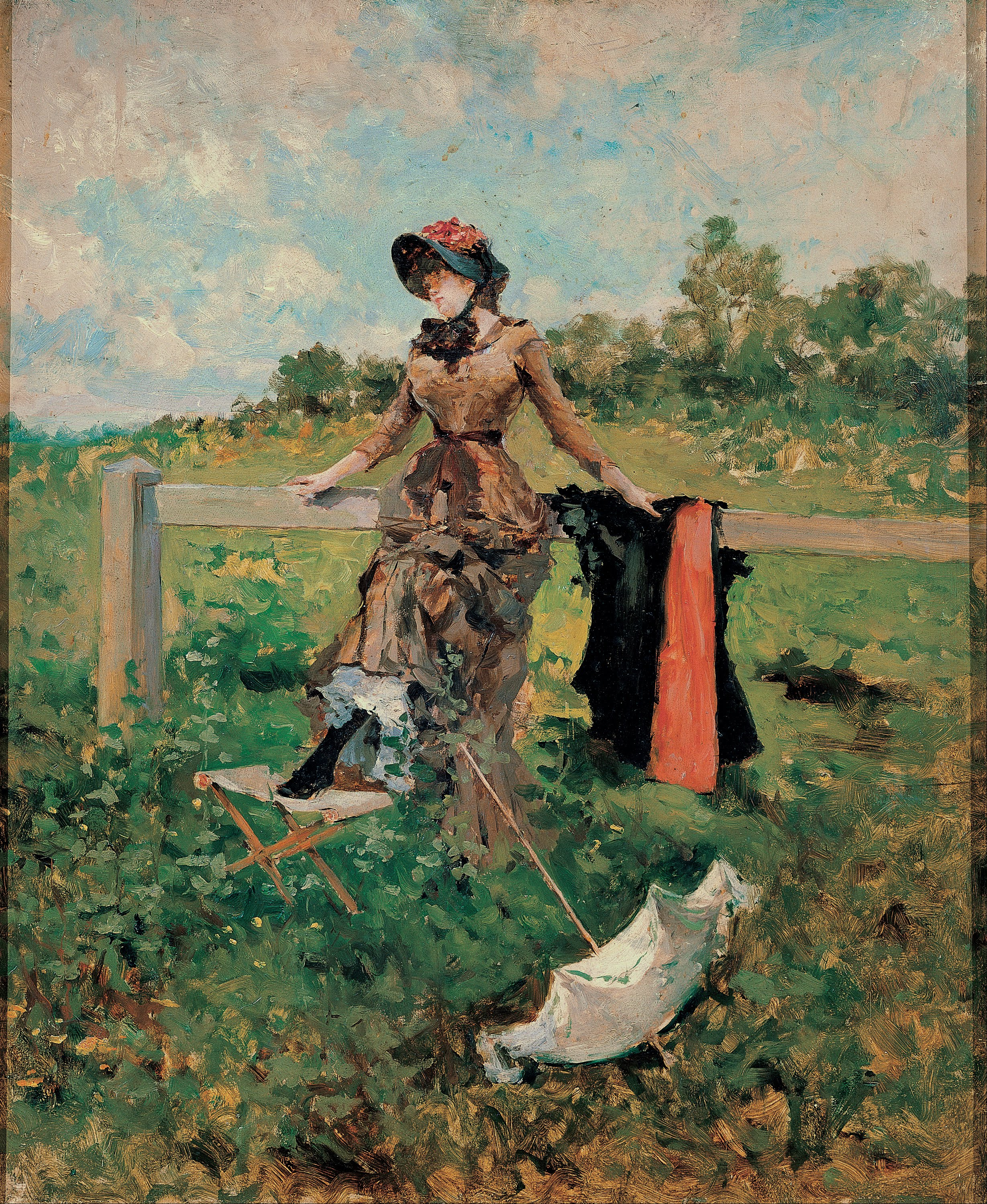
Dona amb parasol (entre 1880-1888)

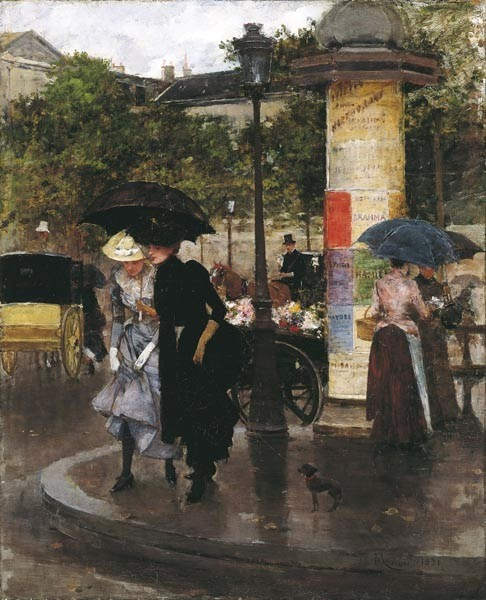
Escena de carrer en un dia de pluja (c. 1891)

Amb el temps, va haver-hi una evolució en la pintura de Miralles que el va distanciar de les crueses del realisme, o millor del naturalisme –en les quals, de totes maneres, no incorreria mai-, per a fer-li derivar cap a un refinament i un preciosisme cada cop majors. Instal·lat a París, i com més tard van fer altres pintors catalans traslladats a la capital francesa, com Santiago Rusiñol i Prats o Ramon Casas i Carbó-, l'artista valencià va estudiar, aconsellat pel seu mestre, que també hi havia estudiat, amb Courbet, puix que la seva producció juvenil, fins a la darreria dels anys setanta, tenia un vigorós accent realista, que posteriorment es debilità. Allà a París es va deixar seduir pel més superficial i intranscendent del seu ambient, i per això es va dedicar a captar a través de la seva paleta les delicadeses i frivolitats d'aquella societat elegant: aquelles gracioses siluetes de dones vestidas amb la vestimenta típica de París, aquelles plantes tropicals, aquelles llampares, aquells cortinatges i almohades, aquelles ebenisteries complicades, aquells salons luxosos, aquelles tíbies habitacions particulars propícies a la confidència...tot això, li va temptar i tot això el va ajudar a formar en la seva ànima la idea d'una determinada classe d'elegància, un cert tipus de bellesa convencional.
Tot, i així, quan va anar-se'n a viure a París, no va canviar de visió ni de sentiments, el seu món de sensacions i d'apetències continuava sent el mateix, inclòs a la capital francesa, no va traspassar mai els límits de la pintura del juste milieu, aquest terme mitjà que, mutatis mutandis, es va produint per totes parts quan un moviment de canvi, de renovació, de trastorn, en pensaments, sentiments i costums, s'imposa amb molta força per poder ser negat o desconegut, provocant la necessitat d'un compromís que aspira a compaginar el més nou amb el vell, freqüentment sense aconseguir-lo, i a mantenir l'obra dels seus seguidors les forces d'ambdues tendències en un equilibri que, si altra cosa no, salvi les més visibles aparences. D'aquella etapa a França trobem algunes de les seves obres millors, com són el Retrat de Modest Urgell (1868), Retrat de senyor jove (1875), Dames en el parc (c. 1880-1885), Isidre Muntadas i Campeny (c. 1882-1884), Retrat de Dona (1883), En el jardí (c. 1885), i la sèrie de pintures femenines inspirades en la seva germana Carme i en Gabrielle, la seva model preferida.
En aquesta evolució cap al seu estil més conegut d'elegàncies femenines del Segon Imperi i de fi de segle, no van ser aliens molts influxos que va poder rebre en aquestes etapes inicials parisenques. Un d'aquests influxos va ser el que va poder rebre del fortunyisme que va triomfar de manera fulgurant però efímerament a París en els primers anys dels 70 i que motivarà el canvi de tècnica progressiva en el Miralles de cap a finals d'aquell decenni, com també va motivar l'adopció, per part d'aquest, del «tableautin», -imposada pel marxant francès Goupil- que devia ser allò que més sol·licitessin d'ells els marxants amb qui va estar relacionat. D'aquesta figura preponderant dins de la pintura vuitcentista a Catalunya, anomenada Marià Fortuny i de Madrazo, Miralles va rebre el refinat tractament de l'ambient que els envoltava, la deliciosa qualitat d'esmalt que donava a les seves realitzacions, el tracte preciosista de la matèria i la infinita gràcia en la seva dicció i en la il·luminació de les seves escenes. Però, Fortuny i el fortunyisme, no tan sols, van ser l'únic corrent pel qual va veure's influït, ja que, va haver-hi altres personatges de l'època que ho van fer en la seva manera de pintar, sobretot pintors que es movien en l'ambient artístic de Paris i que, d'un mode o un altre, van pesar sobre el pinzell de Miralles com per exemple Giovanni Boldini, Carolus Durán, La Gandara, o Jean-Louis-Ernest Meissonier, Menzel.
Diferents autors han mencionat, també a altres pintors que van influir en Miralles com són el preimpressionista Boudin (Cirici), a Bastien Lepage (J. Larco), autor d'un conegut retrat de Sarah Bernhardt que Miralles sembla haver tingut en compte en altres seus, a Édouard Manet (Gaya Nuño) i a Stevens (vescomte de Güell), etc. Sobre aquest últim, és a dir, el belga Alfred Stevens, destacat pintor que va néixer el 1823, s'ha dit sense la menor hipèrbole que «es renovava constantment per la varietat de les seves investigacions, per un esment d'elegància, un encant de color, una fantasia de presentació»; sent perfectament aplicables aquests elogis a qui tan brillantment reproduïa l'elegància femenina en la seva obra, que pot dir-se que l'encarna. Tant a l'un com l'altre els agradava reproduir diferents aspectes de la vida de la dona, aconseguint desxifrar el vertader sentit de la finor femenina. Encara que, si s'analitza la vida de refinament i luxe que va portar el gran pintor flamenc i es compara amb la senzillesa amb què li agradava envoltar-se Miralles, fàcilment es comprova que en el cas de Miralles té més interès psicològic i que una major sensibilitat artística per al que podríem anomenar la captació de la bellesa.
Per tant, la brillantor de la paleta de Miralles no té res a envejar a la de Stevens. El pintor valencià va experimentar una forta influència dels quadres d'inspiració mundana, pensats, composts i realitzats dins d'aquesta trajectòria banal, elegant i refinada d'aquests pintors. I tot, les seves preocupacions purament adjectives, aquell amor a l'ofici que observem en ell; el seu rigor per captar el més expressiu d'una forma o un gest; la seva naturalitat; la seva absència d'afectació; la seva normalitat; la qual el portà a inspirar-se sempre en les escenes quotidianes contemporànies sense necessitat de disfresses més o menys pintoresques ni reconstitucions històriques; la seva afició al net i pur plaer de pintar buscant acords i matisos i concretant sensacions òptiques; però també els seus colors clars; transparents i optimistes gairebé sempre; i la seva gràcia i gentilesa en la pinzellada freqüentment menuda i preciosista, el fan molt més artista que el seu gust i acostumat repertori d'imatges, amb la convenció que l'hi envolta, podrien fer pensar.
Molt s'ha parlat de l'escola impressionista –en especial, Claude Monet, Edgar Degas, Pierre-Auguste Renoir i Berthe Morisot- a propòsit de la personalitat de Miralles mencionant ensenyances i alliçonaments, suposant influències i convergències. Respecte a això, el seu biògraf Carles Junyer i Vidal (vescomte de Güell) ha assenyalat el següent: «La seva forta personalitat el va lliberar de les suggestives i afortunadament passatgeres influències d'aquelles escoles d'avantguarda de la seva època». Encara que tot això, es contraposa a l'opinió que tenia Santiago Rusiñol, que admirava molt Miralles, i deia que, encara que fos clàssic en la composició, la seva manera de pintar ja era moderna, i es contraposa també amb el que opinaven Zuloaga, Torrescassana i Romà Ribera i Cirera, els quals hi veien, no només un pintor molt personal i independent com una escola, sinó també un temperament d'avantguarda -realment la personalitat de Miralles el va alliberar de les suggestives i afortunadament passatgeres influències d'aquestes escoles d'avantguarda-. Per tant, la concepció estètico-estilística de Miralles mai va ser impressionista, mai va deixar de ser un pintor de justa mesura, encara que si que va ser un dels primers pintors dels Països Catalans a assimilar la paleta clara de l'època i en fer-la cantar amb un vivaç sentit de la llum. Aquest és l'únic element que emparenta el pintor català amb els grans mestres d'aquella tendència artística.
En la majoria dels casos, no fa falta parlar d'influències clarament definides ni tan sols parcialment definides, sinó, en quina mesura Miralles es va sentir atret per allò que, indiscriminadament, més afí era al seu propi temperament de pintor. I sempre es va tractar d'un quelcom que procedia, no de pintors «pompiers», sinó d'aquells que, com ell, donaven les seves preferències al món i a la vida que tenien al seu voltant.
Quan parlem de Miralles hem de parlar del sentiment del color, que en ell anirà evolucionant –i això marcarà decididament i perillosament les etapes de la seva obra en què qualla el que es considera el seu estil més representatiu- cap a la sotilesa de matisos, fins a arribar al preciosisme elegant, però artificiós que hi hauria de desembocar en el decadentisme de la Belle Epoque. El colorit, en Miralles, es va anar allunyant d'aquella fondària que va tenir en el millor dels anys 70 per acceptar plenament la recerca d'inèdites rareses que després explotaria més nerviosament en «l'art nouveau» a final del segle. Va haver-hi llavors colors com els denominats «l'aurora boreal», «gris mercuri» o «gris elefant», «rosa de Noël», «blau de lluna», «verd del Nil», «verd de fulla primaveral» o «blau lluerna», colors els quals trobarem en bons exemples de les obres de Miralles, interpretats amb la finesa i el bon gust que sempre el van distingir.

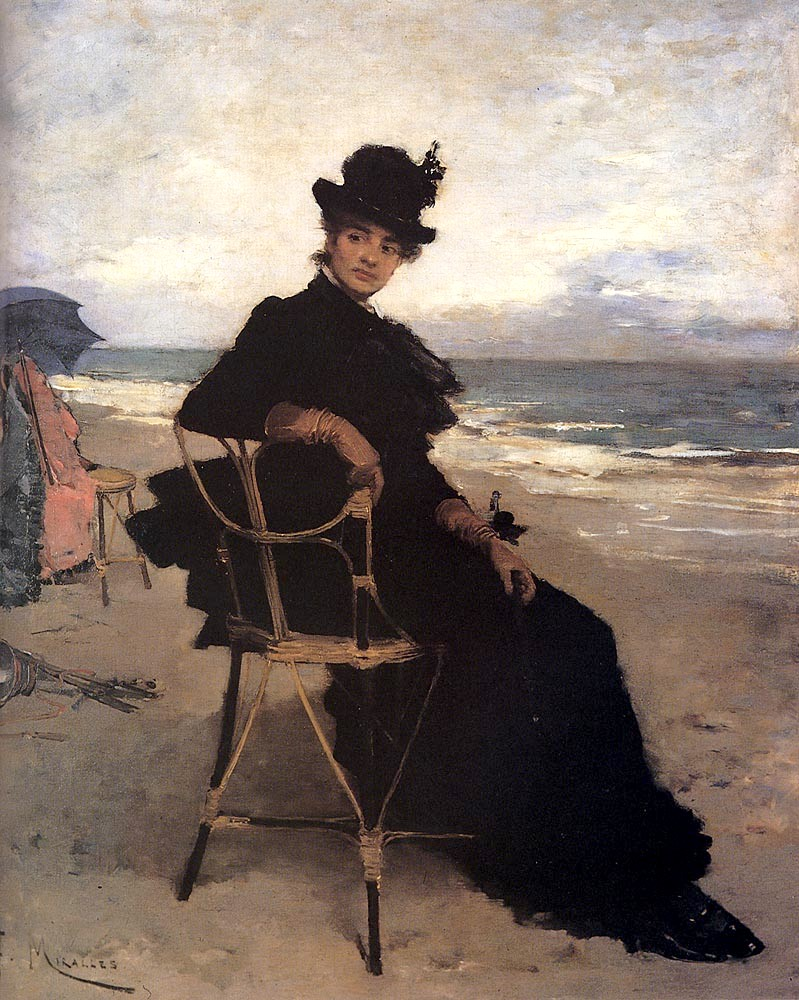
La dona de negre (c. 1880)

 Però cal advertir, que al mateix temps que deleitava amb ells, aquests els van desviar d'un sentit i un sentiment més profund del color. Amb aquesta evolució s'inicià la seva decadència, encara que va produir obres de gran finor com després de tornar definitivament a Barcelona el 1893 per estar prop de la seva germana que va realitzar alguns excel·lents retrats i temes de pescadors del moll i les platges de Barcelona i Badalona com Tristessa (1895, Les curses de Longchamps (c. 1896), Parelles del Bou (c.1896) o La llar del pescador (c. 1896).
No hi ha cap dubte, per tant, que Francesc Miralles, pintor de la High life, va tenir un gran talent, una claredat de retina i una retentiva de primer ordre; el pintor tenia una qualitat de la qual va deixant excel·lents mostres al llarg de la seva carrera de gran categoria. I aquestes mostres, en les quals predominava la precisió del dibuix, la rica paleta cromàtica i l'equilibri, són les que molt en especial importen i les que, en conclusió el converteixen en una de les figures més interessants i de digna estima que va tindre la pintura dels Països Catalans en la segona meitat del s. XIX. Tampoc hi ha cap dubte de què es tracta d'un pintor molt pintor –encara que més preocupat pels accidents que per les essències-, la seva màxima aspiració la qual era la de pintar, la de pintar principalment retrats. Però Miralles a part de ser un magnífic retratista, va ser un veritable especialista en la plasmació dels temes quotidians del Bosc de Boulogne, del Parc de Monceau, de les platges elegants de Deavuville i Trouville, i de les curses hípiques de Longchamps a París.
En definitiva, Francesc Miralles i Galaup que va obtenir la Medalla d'Or a Montpeller (1885), la de Plata a Dieppe (1875) i Angoulême (1877) i la de Bronze en l'Exposició de Barcelona de 1896, -més tard oblidada un quant temps, la seva obra tornà a valorar-se amb motiu de l'exposició que els Amics dels Museus de Barcelona li dedicaren, juntament amb Antoni Caba i Casamitjana, l'any 1947 - com persona va ser un home senzill, humil i avar amb si mateix, i com pintor va ser tan esplèndid, tan elegant i tan generós amb els quals el van succeir, que es digne d'admirar el seu magnífic llegat artístic. Un llegat artístic que ha de ser examinat en el context de l'art internacional i més concretament en l'òrbita de l'art francès.

## Recull d'obres

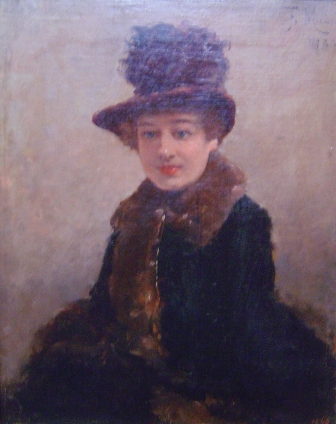
Retrat de dona (Francesc Miralles)

- Luisita Dulce, c. 1862-1863. Oli sobre llenç, 39 x 54 cm. Col·lecció de Flora Klein, Washington DC.
- Mariquita Miralles i Galaup, c. 1863. Oli sobre fusta, 46 x 38 cm. Col·lecció Klein-Andreu, Barcelona.
- Ricardo Moly de Baños, c. 1863. Oli sobre fusta, 40 x 33 cm. Propietat de D. Mauricio T. Obregón, Bogotá.
- Asunción de Ferrer y Galaup, c. 1864. Oli sobre fusta, 60 x 49 cm. Col·lecció Klein-Andreu, Barcelona.
- Autorretrat, c. 1866. Oli sobre fusta, 16,5 x 11,5 cm. Col·lecció Klein-Andreu, Barcelona.
- Retrat, c. 1866-1868. Oli sobre fusta, 44 x 33 cm. Col·lecció Dª Marta O. de Villavecchia, Barcelona.
- Retrat de Modest Urgell, 1868. Col·lecció Klein-Andreu, Barcelona.
- Noia, 1875. Oli sobre llenç, 46 x 38 cm. Col·lecció Particular.
- Mlle. Gabrielle N., 1876, 36 x 27 cm. Col·lecció Klein-Andreu, Barcelona.
- Retrat d'una dona de perfil. 1877. Oli sobre llenç, 24,5 x 18,5 cm. Col·lecció Particular.
- En l'estudi del pintor, c. 1878. Oli sobre llenç, 43 x 52 cm, Col·lecció Particular.[33]
- Manola, c. 1878. 93 x 74 cm. Col·lecció Klein-Andreu, Barcelona.
- Carmen Miralles, 1879, 41 x 32,5, Oli sobre llenç, 41 x 32,5 cm. Col·lecció Klein-Andreu, Barcelona.
- Dona amb para-sol, 1880. Oli sobre fusta. 64 x 53 cm. Fundació Banco Santander, Madrid.
- Un dia en la platja, c. 1880. Oli sobre fusta, 18 x 36 cm. Col·lecció Particular.
- Avinguda Foch amb vistes a l'Arc del Triomf, c. 1880. Oli sobre llenç, 41 x 31,8 cm. Col·lecció Particular.
- La dona de negre, c. 1880. Oli sobre llenç. 51 x 62 cm. Col·lecció Particular.
- El para-sol vermell, c. 1880. Oli sobre llenç, 50,8 x 60,3 cm. Col·lecció Particular.
- Escena en un parc, c. 1880-1882. Oli sobre llenç, 90 x 72 cm. Col·lecció Particular.[34]
- Retrat de Francesc Aurigemma i Triay, c. 1880-1882. Oli sobre llenç. 147 x 44cm, Reial Acadèmia Catalana de Belles Arts de Sant Jordi, Barcelona.
- Dames en el parc, c. 1880-1885. Oli sobre llenç, 60 x 38 cm. Col·lecció Particular.[35]
- Dues dames conversant en una terrassa, c.1881 47.5 x 37.5 cm. Col·lecció particular.
- Dia gris, 1883. Oli sobre llenç, 44 x 33 cm. Col·lecció D. Ignasi Macaya, Barcelona.
- Retrat de dona, 1883. Oli sobre llenç. 41,5 x 33cm. Biblioteca Museu Víctor Balaguer, Vilanova i la Geltrú.
- Isidre Muntadas i Campeny, c. 1882-1884, 46 x 38 cm. Col·lecció Klein-Andreu, Barcelona.
- En el jardí, c. 1885. Oli sobre fusta, 21 x 16 cm. Col·lecció particular.
- Pescadors, c. 1885-1890. Oli sobre llenç. 50 x 62 cm. Col·lecció Particular.[36]
- La Família Salvadó-Prim en París. 1886. 72 x 91 cm. Col. Comte de Reus, Barcelona.
- Passeig en barca, c. 1888-1890. Oli sobre llenç. 73 x 91,5 cm. Col·lecció Thyssen-Bornemisza, Màlaga.
- Camperoles, 1889. Oli sobre fusta. 32 x 41 cm. Col·lecció Particular
- Jove Florista, c. 1890. Oli sobre llenç. 76 x 51 cm. Col·lecció Particular.
- Salvador Andreu Miralles. Oli sobre llenç. 26 x 18 cm. Col·lecció Particular.
- Carmen Andreu Miralles. Oli sobre llenç. 26 x 18 cm. Col·lecció Particular.
- Francisca Andreu Miralles. Oli sobre llenç. 25 x 21 cm. Col·lecció Particular.
- Escena de carrer en un dia de pluja, c. 1891. Oli sobre llenç. 61,2 x 50cm. Museu Nacional d'Art de Catalunya (MNAC), Barcelona.
- En el Bois de Bolougne, c. 1890-1894. Oli sobre llenç. 92 x 74 cm. Col·lecció Particular.[37]
- La Simfonia Pastoral, 1893. Tondo 250 cm. Hotel la Rotonda, Barcelona.
- La Família Solà en Puigcerdà, 1893. 70 x 100 cm. Col·lecció Klein-Andreu, Barcelona.
- Retrat de la pintora Visitación Ubach, 1894. 40,5 x 32,5. Oli sobre llenç. Col·lecció Particular, Madrid.
- Tristesa, c. 1895. Oli sobre llenç. 50 x 70 cm. Col·lecció Particular.
- Les curses de Longchamps, c. 1896. Oli sobre llenç. 74 x 93 cm. Col·lecció Particular.[38]
- Parelles del Bou, c. 1896. Oli sobre fusta. 53 x 67 cm. Col·lecció Particular.
- La llar del pescador, c. 1896. Oli sobre llenç. 65 x 81 cm. Col·lecció Particular.
- Primavera, c. 1896. Oli sobre fusta. 37,5 x 46 cm. Museu Nacional d'Art de Catalunya (MNAC), Barcelona.
- José Andreu Miralles. Oli sobre llenç. 46 x 38 cm. Col·lecció Particular.
- Francisca Andreu Miralles. Oli sobre llenç. 36 x 31 cm. Col·lecció Particular.
- Salvador Andreu Miralles. Oli sobre llenç. 86 x 60 cm. Col·lecció Particular.
- Carmen Andreu Miralles. Oli sobre llenç. 73 x 53 cm. Col·lecció Particular.
- Carmen Andreu Miralles. Oli sobre llenç. 33 x 26 cm. Col·lecció Particular.